# 29681 Saramanshad
29681 Saramanshad este un asteroid din centura principală de asteroizi.

## Descriere
29681 Saramanshad este un asteroid din centura principală de asteroizi. A fost descoperit pe 14 decembrie 1998 la Socorro, New Mexico, în cadrul proiectului LINEAR. Asteroidul prezintă o orbită caracterizată de o semiaxă mare de 2,56 ua, o excentricitate de 0,05 și o înclinație de 8,9° în raport cu ecliptica.